# 金小鱼
金小鱼（英語：Aventurina King，1986年6月21日—），出生于法国巴黎的在华美国人，2003年毕业于哥伦比亚大学后来华發展，并多次参加中国大陆娱乐节目。

## 经历
2003年，就读于哥伦比亚大学，并开始学习中文。曾任《纽约时报》撰稿人，因一篇关于郭敬明的文章受到中国读者注意。
2008年，经朋友介绍金小鱼成了相声演员丁广泉的学生。
2009年，参加CCTV《星光大道》。同年获邀参加央视《小崔说事》春节大联欢特别节目录制。3月24日，担任湖南卫视《智勇大冲关》主持人及《快乐女声》大赛现场心理咨询师。同年，担任《汉语桥——世界大学生中文比赛》开幕式晚会主持人 。
2010年10月31日，参加CCTV《正大综艺》节目录制。同年，担任汉英牛津词典的编辑。
2011年1月9日，担任湖南卫视《越淘越开心》主持人。同年1月11日，与吴大维共同担任北京卫视环球春晚主持人 。
2012年3月至5月，担任湖南卫视国际频道《小鱼私房乐》节目主持人。7月13日，发行个人单曲《清朝party》 。6月11日，与奇翼果乐队合作推出歌曲《Young or never》。9月26日，与王铮亮合作歌曲《襄阳Image 》 。12月20日，与成龙、权相佑、张蓝心等共同参演动作喜剧的电影《十二生肖》，片中饰演米雪  。
2013年3月11日，推出单曲《爱情买卖+Respect》。4月22日，发行爱情单曲《完美的错误》。
2014年2月19日，推出EP专辑《终于单身》。4月12日，与黄婧纯、崔宏利共同出演电影《老人、孩子和外国人》 。6月19日，发行红歌专辑《中国梦》 。9月，出演微电影《萨娜在昆明》 。
2015年2月12日，金小鱼与霍尊参加在纽约联合国总部开演的首届《联合国中国春晚》。6月13日，金小鱼因出演电影《老人、孩子和外国人》获得2015年海南电影节最具人气演员奖。9月13日，担任中央电视台《2015希望之星·英语风采大赛》全国总决赛评委及助演嘉宾。
2016年4月28日，金小鱼担任第六届北京国际电影节开幕式和闭幕式红毯主持 。

## 专辑
- 2014年《终于单身》
- 2014年《中国梦》

## 单曲
- 小苹果抒情版 （翻唱《小苹果》） 2014-07
- 完美的错误  2013-04-22
- 爱情买卖+Respect  2013-03-11
- 清朝Party  2012-07-13

## 主持
| 时间       | 节目名称                         | 备注 |
| ---------- | -------------------------------- | ---- |
| 2008-07-21 | 湖南卫视《智勇大冲关》           | 主持 |
| 2013-10-26 | 第三届中国襄阳大学生电影节颁奖礼 | 主持 |

## 电影
- 2012年《十二生肖》饰演米雪
- 2015年《老人、孩子和外国人》饰演萨娜

## 電視劇
- 2017年《東方有大海》饰演珍妮

## 微电影
| 上映时间   | 剧名       | 扮演角色 | 导演 |
| ---------- | ---------- | -------- | ---- |
| 2014-09-18 | 萨娜在昆明 | 萨娜     | 文谦 |

## 获奖
2015海南(21世纪海上丝绸之路)电影节颁奖盛典最具人气演员奖《老人、孩子和外国人》